# Collix stellata
Collix stellata är en fjärilsart som beskrevs av W. Warren 1894. Collix stellata ingår i släktet Collix och familjen mätare. Inga underarter finns listade i Catalogue of Life.